# Casa Susana
Casa Susanna fue un destino popular de fin de semana en Jewett, en el estado de Nueva York para hombres travestidos y mujeres trans a principios de la década de 1960. El campamento de bungalows estaba a cargo de Susanna Valenti (de nacimiento, Tito) y su esposa Marie, quienes también tenían una tienda de pelucas en la ciudad.

## Historia
Marie compró la propiedad de 150 acres a mediados de la década de 1950; originalmente, los Valenti la habían llamado Chevalier D'Eon Resort. Cobraban $ 25 por la estadía de un fin de semana, que incluía comida, alojamiento y lecciones de maquillaje.
Escondido en la zona rural de las Montañas de Catskill, Casa Susanna brindaba la privacidad que tanto necesitaban sus huéspedes, en una época en la que el travestismo en público era un delito penal en la mayor parte de Estados Unidos. Sin embargo, los invitados visitaban ocasionalmente la ciudad de Hunter para comprar, donde se encontraban con una variedad de reacciones. Algunas fueran negativas, pero muchos lugareños los vieron como clientes confiables. Casa Susanna fue un refugio para que sus invitados celebraran su "chica interior" sin persecución, y actuó como un espacio importante en el que las personas invitadas podían participar de manera cómoda y feliz en actividades como jardinería y juegos de mesa mientras expresaban su identidad de género o su deseo interior de travestirse. 
La mayoría de las personas invitadas a Casa Susanna estaban casadas y se consideraban hombres heterosexuales que disfrutaban del travestismo, pero muchas otras luego se identificaron como transgénero y vivieron sus vidas como mujeres trans, incluidas Virginia Prince y la propia Susanna.
Casa Susanna también ofreció realizar retratos, habiendo designado a una de sus invitadas, Andrea Susan, como su fotógrafa oficial. Al hacerlo, los Valenti evitaron la posibilidad de enviar los negativos a un estudio de revelado profesional que luego podría llamar a la policía, y permitieron que se tomaran fotografías afirmativas de sus invitados como recuerdo y como fuente de afirmación para su expresión de género.
Andrea tomó muchas fotografías de los huéspedes y las reveló en casa; aunque las Polaroids eran populares en ese momento, Andrea usó una cámara de película que requería el revelado independiente de negativos y puso los negativos en posesión de su mentor de fotografía Dick, quien le había regalado su equipo de revelado fotográfico. Sin embargo, cuando Dick se casó más tarde, estos negativos se tiraron y finalmente llegaron a un mercadillo de Manhattan a mediados de la década de 2000. Allí, los encontró Robert Swope, "un amable punk rockero convertido en comerciante de muebles", quien compró todas las fotografías que pudo encontrar y las publicó en un libro con su socio Michel Hurst. El lanzamiento de este libro, cincuenta años después de que se tomaran muchas de las fotografías, hizo que muchos antiguos asistentes a Casa Susanna se presentaran para compartir sus experiencias, lo que permitió documentar la historia.

## Influencia
El libro Casa Susanna, que era una colección de fotografías del lugar, inspiró la obra nominada al Tony Casa Valentina de Harvey Fierstein .
Casa Susanna, una película documental de Sébastien Lifshitz, se estrenó durante el 79.º Festival Internacional de Cine de Venecia .